# オーレ・ハレスビー
オーレ・クリスティアン・ハレスビー（ノルウェー語: Ole Kristian Hallesby, 1879年8月5日 - 1961年11月22日）は、ノルウェーの福音主義のルター派の教会指導者であり神学校教授である。

## 生涯
1879年にオスロの東南アレマルクで生まれた。両親は農家でありハウゲ運動に属するクリスチャンであった。1903年にオスロ大学神学部を卒業して兵役に就くが、肺結核を発病して除隊。その後、ドイツのエアランゲン大学に留学して博士号を取得した。1920年に悔い改めと回心を体験。
ノルウェー国教会が自由主義神学に傾倒してきた時代にあって、1909年よりオスロ大学神学部から独立したオスロ独立神学校の組織神学の教授になった。オスロ独立神学校では、世界的に著名な福音主義の神学者カール・ヴィスロフらを育てた。
第二次世界大戦中はナチス・ドイツに抵抗して1943年から終戦まで投獄された。戦後オスロ独立神学校に復帰して、組織神学を教えるとともに、すぐれた説教者として、国内伝道・信徒運動で活躍し、ノルウェーのリバイバルを導いた。また、多くの著作を著し、福音主義陣営の旗頭としてスカンディナヴィア諸国のみならずアメリカにも影響を与えた。

## 著作
- 『良心』
- 『みつばさの陰に』
- 『みことばの糧』聖文舎
- 『説教のこころ』日本基督教団出版局、1998年